# Тарабрін Анатолій Петрович
Тарабрін Анатолій Петрович (28 червня 1935 — 11 лютого 2008) — радянський академічний веслувальник.
Бронзовий призер Олімпійських Ігор 1960 року в складі розпашної четвірки без стернового.
Срібний призер Чемпіонату Європи 1961 року в складі розпашної четвірки без стернового.